# Kenianische Fußballnationalmannschaft (U-23-Männer)
Die kenianische U-23-Fußballnationalmannschaft ist eine Auswahlmannschaft Kenianischer Fußballspieler, die der Football Kenya Federation unterliegt. Sie repräsentiert den Verband bei internationalen Freundschaftsspielen wie auch von 1991 bis 2015 bei den Afrikaspielen und seit 2011 beim U-23-Afrika-Cup, welcher über die Teilnahme an den Olympischen Sommerspielen entscheidet.

## Geschichte

### Afrikaspiele
Zu den Spielen 1991 traf man in der Qualifikation auf die Mannschaft von Uganda, gegen welche man nach Hin- und Rückspiel mit 0:1 dann aber unterlag. In der Qualifikation für die Ausgabe im Jahr 1995 traf man zuerst auf den Sudan, gegen welchen man durch einen Walkover kampflos gewann. Danach trat man aber selbst die Partie gegen Ägypten in der zweiten Runde dann auch nicht an. Durch ein Freilos kam das Team gleich direkt in der Qualifikationsphase zu den Spielen 1999 in die Zweite Runde. Dort unterlag man dann jedoch Uganda mit 0:2 nach Hin- und Rückspiel.
Das Qualifikationsturnier für die Spiele 2003 sollte in Ägypten stattfinden, da jedoch der Gastgeber, anders als versprochen dem Team doch nicht die Rückflüge bezahlte, zogen alle Teilnehmer bis auf den Gastgeber und Kenia zurück. Am Ende reichten Ägypten somit ein Sieg und ein Unentschieden um weiter zu kommen und es gelang Kenia erneut sich zu qualifizieren. Nachdem man dann bei der nächsten Austragung gar nicht erst an der Qualifikation teilgenommen hatte, stieg man zu der für die Veranstaltung im Jahr 2011 wieder ein und profitierte von einem Walkover gegen Eritrea in der ersten Runde. In der zweiten Runde traf man dann auf Uganda und trat nach einer 1:5-Niederlage gegen Uganda dann gar nicht mehr zum Rückspiel an. Auch in der Qualifikation für die Ausgabe 2015 schaffte man es gegen Ägypten nicht über die erste Runde hinaus. Seit den Spielen 2019 ist es die Aufgabe der U-20 sich für den Wettbewerb zu qualifizieren.

### U-23-Afrika-Cup
Nachdem man für die Erstaustragung des Turniers im Jahr 2011 in der Qualifikation nicht teilgenommen hatte, hatte man es in der für die Ausgabe im Jahr 2015 mit Botswana zu tun. Nach Hin- und Rückspiel stand es hier dann 4:4, wobei man hier aufgrund der Auswärtstorregel den Einzug in die nächste Runde verpasste. Bei der Qualifikationsphase zum Africa-Cup 2019 gelang als Auftakt ein hoher Sieg gegen Mauritius, durch den man in die Zweite Runde kam. Hier ging es dann gegen den Sudan, welchen jedoch ein 2:0-Sieg im Hinspiel reichte, um Kenia aus der Qualifikation zu werfen. An der Qualifikation für das Turnier im Jahr 2023 nahm man dann gar nicht erst teil.

## Ergebnisse bei Turnieren
| Jahr | Platzierung        |
| ---- | ------------------ |
| 1991 | nicht qualifiziert |
| 1995 | nicht qualifiziert |
| 1999 | nicht qualifiziert |
| 2003 | nicht qualifiziert |
| 2007 | nicht teilgenommen |
| 2011 | nicht qualifiziert |
| 2015 | nicht qualifiziert |

| Jahr | Platzierung        |
| ---- | ------------------ |
| 2011 | nicht qualifiziert |
| 2015 | nicht qualifiziert |
| 2019 | nicht qualifiziert |
| 2023 | zurückgezogen      |